# Werner von der Schulenburg (General)
Karl Ferdinand Wilhelm Werner von der Schulenburg (* 30. Januar 1836 in Glogau; † 9. Oktober 1903 in Potsdam) war ein preußischer Generalleutnant.

## Leben

### Herkunft
Werner entstammte dem altmärkischen Uradelsgeschlecht von der Schulenburg. Er war der Sohn des preußischen Oberstleutnants Wilhelm von der Schulenburg (1788–1866) und dessen Ehefrau Henriette, geborene von Bomsdorff (1798–1889). Sein älterer Bruder Otto (1834–1923) schlug ebenfalls eine Militärkarriere ein und brachte es bis zum Generalmajor.

### Militärkarriere
Schulenburg besuchte die Realschule und das Gymnasium in Dessau sowie die Kadettenhäuser in Potsdam und Berlin. Am 1. Mai 1855 wurde er als charakterisierter Portepeefähnrich dem 20. Infanterie-Regiment der Preußischen Armee überweisen. Er avancierte bis Mitte April 1857 zum Sekondeleutnant, war im Frühjahr 1860 für einige Monate zur Gewehrprüfungskommission in Spandau kommandiert und wurde Anfang Juli in das neu formierte Infanterie-Regiment Nr. 60 versetzt. Mit diesem Verband nahm Schulenburg 1864 während des Krieges gegen Dänemark an den Gefechten bei Windeby und Missunde, dem Sturm auf die Düppeler Schanzen sowie dem Übergang nach Alsen teil. Für sein Verhalten wurde er belobigt, Ende Mai 1864 zum Premierleutnant befördert sowie mit dem Roten Adlerorden IV. Klasse mit Schwertern ausgezeichnet.
Ab dem 25. Januar 1865 war Schulenburg bis zum Beginn des Krieges gegen Österreich als Adjutant zum Kommando der kombinierten Stämme des Landwehr-Regiments Nr. 20 kommandiert. Er kämpfte mit der 6. Kompanie in der Schlacht bei Königgrätz und wurde nach dem Friedensschluss als Adjutant des Landwehr-Bezirkskommandos Kiel kommandiert. Mit seiner Beförderung zum Hauptmann folgte am 16. März 1869 die Kommandierung als Adjutant der 11. Division in Breslau. Unter Belassung in diesem Kommando wurde Schulenburg am 18. Juni 1869 in das Westfälische Füsilier-Regiment Nr. 37 versetzt. Daran schloss sich am 21. Oktober 1869 eine Verwendung als Adjutant beim Generalkommando des III. Armee-Korps an. In dieser Stellung nahm er 1870/71 während des Krieges gegen Frankreich an den Schlachten bei Spichern, Vionville, Gravelotte, Beaune-la-Rolande, Orléans und Le Mans sowie der Belagerung von Metz teil. Schulenburg wurde mit dem Eisernen Kreuz II. Klasse ausgezeichnet und Mitte November 1873 mit Patent vom 24. September 1867 als Kompaniechef in das 8. Brandenburgische Infanterie-Regiment Nr. 64 (Prinz Friedrich Carl von Preußen) nach Prenzlau versetzt. Unter Beförderung zum Major war er vom 21. September 1876 bis zum 3. Februar 1882 in der Abteilung für persönliche Angelegenheiten im Kriegsministerium tätig. Anschließend zum Kommandeur des II. Bataillons im 3. Thüringischen Infanterie-Regiment Nr. 71 in Erfurt ernannt, wurde Schulenburg am 26. Januar 1884 Oberstleutnant und etatsmäßiger Stabsoffizier im Hohenzollernschen Füsilier-Regiment Nr. 40 in Köln. Am 16. April 1887 beauftragte man Schulenburg dann zunächst unter Stellung à la suite mit der Führung des 6. Brandenburgischen Infanterie-Regiments Nr. 52 in Cottbus. Als Oberst war er ab dem 14. Mai 1887 Kommandeur dieses Regiments und wurde durch seinen Regimentschef Arnulf von Bayern mit dem Komturkreuz des Bayerischen Militärverdienstordens ausgezeichnet. Unter Beförderung zum Generalmajor wurde er am 23. März 1890 Kommandeur der 19. Infanterie-Brigade in Posen. In dieser Stellung erhielt Schulenburg am 20. September 1890 den Roten Adlerorden II. Klasse mit Eichenlaub und Schwertern am Ringe und wurde Anfang März 1891 als Ehrenritter in den Johanniterorden aufgenommen. Unter Verleihung des Charakters als Generalleutnant wurde er am 20. Juli 1892 mit der gesetzlichen Pension zur Disposition gestellt.
Schulenburg verstarb unverheiratet und wurde in Brandenburg an der Havel beigesetzt.